# Lupta de la Filipești (1916)
Lupta de la Filipești a fost o acțiune militară de nivel tactic, desfășurată pe Frontul Român, în timpul campaniei din anul 1916 a participării României la Primul Război Mondial. Ea s-a desfășurat în perioada 12/25 decembrie - 13/26 decembrie 1916 și a avut ca rezultat victoria forțelor Puterilor Centrale, în ea fiind angajate forțe aliate din Divizia 9 Siberiană rusă și forțe ale Puterilor Centrale din Divizia 217 Infanterie germană și Divizia 11 Bavareză germană. A făcut parte din acțiunile militare care au avut loc în acțiunile militare de pe aliniamentul Râmnicu Sărat-Viziru.:p. 528

## Comandanți

### Comandanți aliați
- General Iosif Ilici Regulski

### Comandanți ai Puterilor Centrale
- General Kurt von Gallwitz
- General Paul von Kneussl